# Lysergol
Lysergol ist eine natürlich vorkommende chemische Verbindung. Es ist ein zur Gruppe der Clavine zählendes Alkaloid, welches von zahlreichen auf Süßgräsern parasitierenden Vertretern der Mutterkornpilzverwandten und anderen Schlauchpilzen produziert wird. Darüber hinaus ist Lysergol in zahlreichen Windengewächsen zu finden.

## Geschichte
Lysergol und sein C-8-Epimer Isolysergol wurden 1949 erstmals von Arthur Stoll, Albert Hofmann und Werner Schlientz partialsynthetisch hergestellt und beschrieben. Das natürliche Vorkommen des Lysergols konnte 1960 von Yamatodani mit Hilfe der Papierchromatographie nachgewiesen werden.

## Vorkommen
Lysergol wurde zuerst auf Elymus semicostatus, einer Queckenart, nachgewiesen. Für die Produktion dieses Alkaloids ist der Befall mit Mutterkornpilzen verantwortlich. Lysergol kann auch aus einer saprophytischen Kultur von Mutterkornpilzen gewonnen werden. Besonders auffällig ist das Vorkommen von Lysergol neben anderen Clavinen in Windengewächsen.
Im geringen Maße ist es Bestandteil des toxischen Prinzips und der psychotropen Wirkung der rituell genutzten Windengewächsdrogen Ololiuqui (insbesondere aus Turbina corymbosa) und Tlitliltzin (Ipomoea violacea und andere Ipomoea-Arten) neben den primären Wirkungssubstanzen LSA und LSH. Für das Vorkommen von Clavinen, wie Lysergol, in Windengewächsen wird ein Befall mit Mutterkornpilzen der Gattung Periglandula verantwortlich gemacht.

## Darstellung

### Partialsynthetische Darstellung
Lysergol kann partialsynthetisch aus der Lysergsäure hergestellt werden. Lysergol ist das Reaktionsprodukt der Reduktion von Lysergsäuremethylester mit Lithiumaluminiumhydrid (LiAlH4).

### Totalsynthese
Lysergol kann enantioselektiv in einem mehrstufigen Prozess ausgehend von Ethinylaziridin und 4-Bromindol-3-yl-acetaldehyd unter Palladium-vermittelter Domino-Zyklisierung hergestellt werden. Im ersten Reaktionsschritt wird mit einer Tosylgruppe geschütztes Ethinylaziridin mit Formaldehyd unter Palladium- und Indium-Katalyse reduktiv zum entsprechenden chiralen 1,3-Aminoalkohol umgesetzt. Das Chiralitätszentrum des Aminoalkohols entspricht dem späteren Stereozentrum in Position C-8 des Lysergols. Im Sinne einer Nozaki-Hiyama-Kishi-Reaktion mit 4-Bromindol-3-yl-acetaldehyd wird unter Nickel- und Chrom-Katalyse als Zwischenprodukt das tosylierte 1-(4-Bromindol-3-yl)-4-(2-phenyl-1,3-oxazinan-5-yl)-butin-2-ol gewonnen. Aus dem aus dieser Verbindung gewonnenen Allen geht in der anschließenden Dominozyklisierung unter Palladium-Katalyse das Ergolin-Grundgerüst hervor. Nach Entfernung der Schutzgruppen kann das Lysergol isoliert werden.

## Eigenschaften

### Chemische und physikalische Eigenschaften
Lysergol ist eine farblose weißliche bis leicht gelbliche Substanz. Es ist in Methanol und Ethanol löslich, in Chloroform und Wasser hingegen nur sehr schwerlöslich. Aus Ethanol kristallisiert sie in Form von Prismen.
Lysergol gibt die typischen Nachweisreaktionen auf Mutterkornalkaloide. Dazu zählen insbesondere die Van-Urk-Reaktion und der Nachweis mit dem Allport-Cocking-Reagenz. Das UV-Spektrum der Substanz zeigt Maxima bei 225, 242 und 312 nm.

### Stereochemie
Lysergol ist ein chiraler Naturstoff mit zwei Asymmetriezentren. Es besitzt eine all-(R)-Konfiguration. Sein C-8-Epimer, das Isolysergol, konnte ebenfalls als Naturstoff nachgewiesen werden. Ohne Bedeutung ist hingegen das C-5-Epimer.

## Biologische Bedeutung
Lysergol zählt zu den pharmakologisch aktivsten Verbindungen aus der Gruppe der Clavine. Lysergol besitzt eine hohe Affinität zu 5-HT1-Rezeptoren, insbesondere zu 5-HT1B-, 5-HT1D- und 5-HT1F-Rezeptoren. An 5-HT1B-Rezeptoren wirkt Lysergol als ein potenter Partialagonist. Mit geringerer Potenz aktiviert Lysergol auch 5-HT2A-Rezeptoren. Dem gegenüber ist Lysergol ein Antagonist an α1-Adrenozeptoren mit moderater Rezeptoraffinität. An α2-Adrenozeptoren wirkt Lysergol als ein Partialagonist. Bei der Weideviehkrankheit Fescue toxicosis, die durch das Abweiden von Gräsern, die mit Mutterkornpilzen befallen wurden, entsteht, wird Lysergol als eine entscheidende Komponente angesehen. Auf Grund des starken Nebenwirkungsprofil (wie z. B. Erhöhung des Blutdrucks) besitzt Lysergol keine Relevanz als psychotrope Substanz.